# Christophe Ohrel
Christophe Ohrel (Strasburgo, 25 ottobre 1965) è un ex calciatore svizzero, di ruolo centrocampista.